# 佐藤幸徳
佐藤 幸徳（さとう こうとく、1893年（明治26年）3月5日 - 1959年（昭和34年）2月26日）は、日本の大日本帝国陸軍軍人。最終階級は中将。
山形県出身。陸士25期、陸大33期。インパール作戦において、軍司令官の牟田口廉也中将と対立し、作戦途中に師団長による独断退却を行ったことで知られる。

## 生涯

### 前半生
山形県に生まれた佐藤は、鶴岡中学校（現山形県立鶴岡南高等学校）から仙台陸軍幼年学校を経て、陸軍士官学校卒業。さらに1921年（大正10年）に陸軍大学校を卒業。陸軍参謀本部勤務や部隊勤務などを経る。
1930年（昭和5年）から2年間を陸軍参謀本部の戦史課で過ごす。この戦史課勤務時代に、小磯國昭や東條英機などの「統制派」に属する人物と多く交際し、橋本欣五郎とともに桜会の規約作成にも関与した。この時期の交際が、階級の上下などにこだわらない佐藤の性格形成にも関係したと言われる。また、桜会の活動を巡っては、同じく参謀本部総務部庶務課長だった「皇道派」の牟田口廉也と激しい喧嘩となったことがある。その後も両者の因縁は続き、佐藤は陸軍省人事局への栄転を見込んでいたが、第6師団参謀に任じられたため、参謀人事を管轄していた庶務課長の牟田口が手を回して栄転を阻止したと思い込んでいた上、第6師団参謀に着任した後も、師団長の香椎浩平中将が「皇道派」で、他の参謀にも「皇道派」がおり、自分の言動が逐一東京に報告されていると疑っていた。佐藤は、自分への監視が「皇道派」牟田口からの指示であると考えており、監視をしていた天本良造中佐を“破廉恥行為”をしたとして、陸軍中央に突き出したと主張している。このように、佐藤の牟田口に対する不信感は強まっていき、のちのインパール作戦での抗命事件へと繋がっていく。
しかし、牟田口の部下として庶務課に勤務していた富永恭次中佐によれば、ある日庶務課に第6師団の将校に対する内部告発の分厚い匿名文書が届き、富永が内容を確認したが、後ほど牟田口のところに行くと、机の上にあった天本の手紙の筆跡が匿名の内部告発文書と似ていたことから富永が指摘したところ、牟田口の指示で第6師団に出向いて事情を確認することとなった。富永が熊本県に到着したとき天本は出張中であり、そこで応対したのが佐藤であったという。結局、富永の調査で匿名文書の差出人は天本であることが確認され待命処分となったが、佐藤の主張とは異なり、天本は牟田口の指示で監視していたわけではなく、佐藤の告発で中央に突き出されたということもなかった。
なお、第6師団参謀時の1936年（昭和11年）に、「皇道派」による二・二六事件が発生し、「統制派」であった佐藤は断固鎮圧を主張した。事件後に行われた「統制派」による「皇道派」への粛清人事で、対立していた牟田口は、計画には全く関与していなかったが、事件に関わっていた青年将校が牟田口を慕ってよく遊びに行っていたことで関与が疑われて、粛清人事の対象になり、 北平駐屯歩兵隊長として外地に左遷されている。
張鼓峰事件では第19師団歩兵第75連隊長として参戦。師団長の尾高亀蔵中将と佐藤は陸軍中央や朝鮮軍が不拡大方針のなかで、「劣勢な我軍が受け身の姿勢では勝利は見込めない。敵（ソビエト連邦）が確実に侵攻してくると判断できれば、『後の先』の戦法で敵の出鼻を挫かなければならない」と考えて、1938年7月31日未明に師団長独断で張鼓峰のソ連軍陣地に夜襲をかけ、佐藤の的確な指揮もあって夜襲は成功、ソ連軍は200～300人の遺棄死体と10輌の戦車の残骸を残して撤退した。8月に入ってからはソ連軍が兵力を増強して反撃を開始したが、圧倒的に兵力で勝るソ連軍を相手に第75連隊は激しく抵抗して張鼓峰を守り抜いた。10日以上にも渡った厳しい防衛戦の間、佐藤は笑顔を絶やすがなく、またときには自ら部下兵士の遺体を戦場から担いで運ぶこともあり、その勇名で剛将として名を轟かせることとなった。しかしその代償は大きく、戦闘に参加した1,379人の将兵のうち、戦死者241人、戦傷者467人、死傷者合計708人、死傷率51.3％と参戦した連隊の中で最大の損害を被って壊滅状態となっている。後述の精神鑑定中の面談ではざっくばらんな話をしていた際「俺は東條首相に受けが悪くてね、張鼓峰事件の時も連隊長として派遣され、今度もまた一番悪いところへやらされたよ」と述懐している。

### インパール作戦

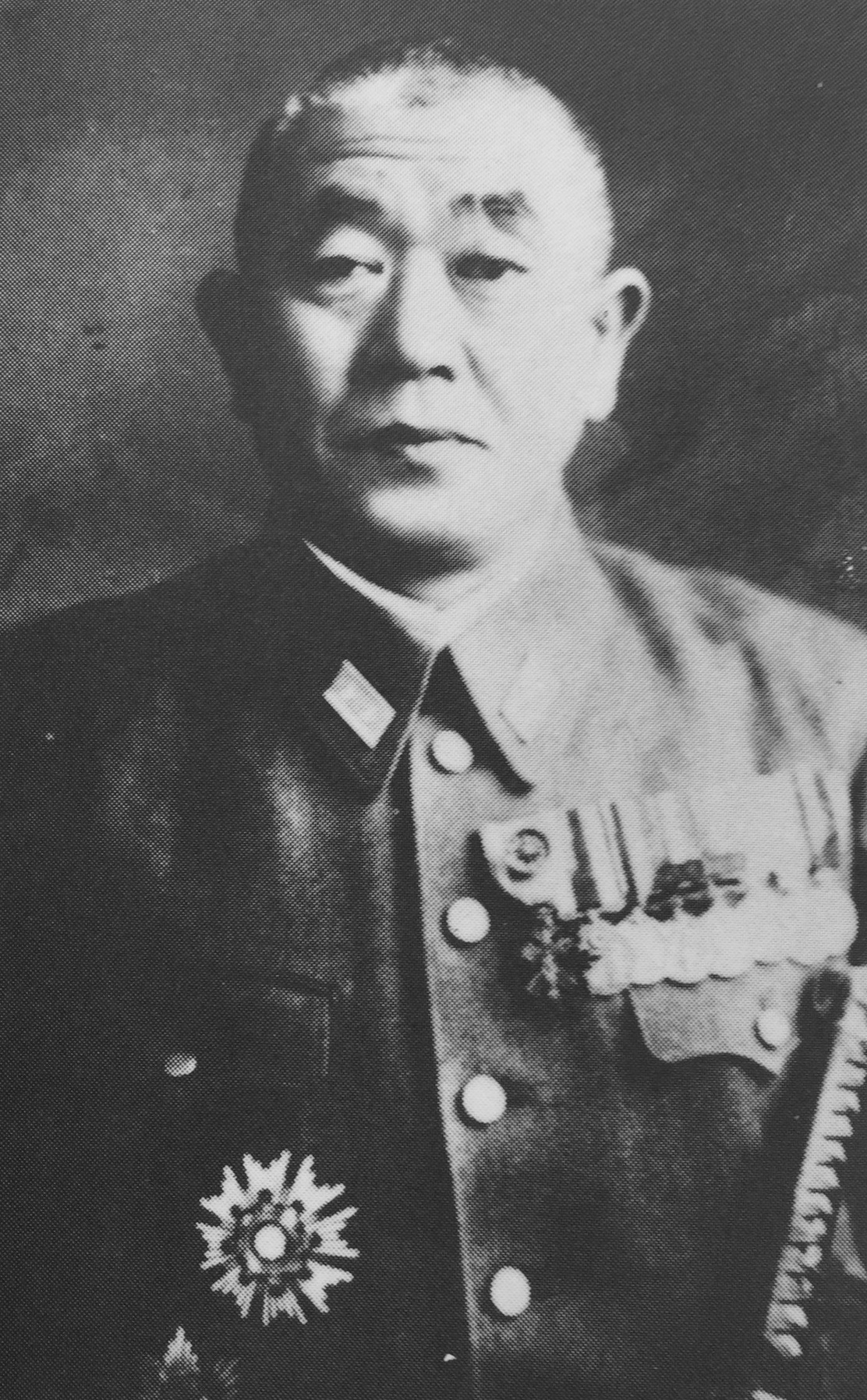
中将時の佐藤

1944年（昭和19年）のインパール作戦では、第31師団（通称号：烈）の師団長として参加する。このとき、上司の第15軍司令官には、前述のように参謀本部時代に因縁のある牟田口廉也中将が就いていた。
インパール作戦は当初より第15軍司令部内部でも無謀さが指摘されており、佐藤も作戦前から第15軍の会議にて補給の困難を主張しており、裏では牟田口の作戦構想を「笑止の沙汰」と言っていたが、作戦に反対し続けて更迭された南方軍総参謀副長稲田正純少将の後任として着任し、作戦に前向きであった綾部橘樹少将から作戦の是非を聞かれた際には、作戦検討時に行われた最後の兵棋演習に参加していなかったという理由で反対意見を述べず、綾部は、緬甸方面軍や南方軍の決裁をとったのち、1943年（昭和18年）12月30日には参謀次長秦彦三郎中将宛てに作戦認可を求める電文を打電し、作戦決行が決まった。
佐藤の任務は、東インドの補給拠点ディマプルからインパールまで伸びる幹線道路（インパール街道）をインパール東方60㎞にある村落コヒマを攻略して寸断するというものであり、その進撃路には標高3,000ｍから5,000ｍの山脈がそびえたち、佐藤は20日分の物資は師団の人力でどうにか輸送できるものの、その後は第15軍からの補給が必須と考えており、作戦直前に師団に訪れた軍司令部後方主任参謀を捕まえると、特に補給に対して念押しして、1日10トンの食糧や物資を軍が責任をもって補給すると約束させた。
牟田口は参謀本部が認可した作戦計画にはない、ディマプル攻略とそれを足掛かりとしたインドアッサム州への侵攻を考えており、チャンスがあれば強行するつもりであった。そのため、緬甸方面軍司令官河辺正三中将や佐藤も同席した作戦前の会議で、第31師団参謀長加藤国治大佐が作戦計画通り、｢第31師団はコヒマを攻略した後は、同地を確保して敵のインパールへの動きを一切阻塞する｣と師団の任務を説明したところ、牟田口は｢阿呆！なぜ1個師団すべてをコヒマに止めるか。敵はディマプルに向けて逃げるは必定。なぜこれを追わぬか。お前の仕事はこれを捕捉殲滅することではないか｣と叱責している。その牟田口の独走に対し、河辺はあくまでも組織決定を優先するつもりであったが、敢えて牟田口の気勢を削がないよう反論は避け、佐藤も否定することはなかった。さらに牟田口の暴走は続き、作戦開始直前には第31師団司令部に参謀長の久野村桃代少将を派遣し、「コヒマ占領後、引き続きディマプルに突進してもらいたい」と念押ししている。
佐藤は、牟田口に対する抗命事件（後述）もあって、作戦に当初から反対であったと強調されることもあるが、第15軍司令部との補給の約束もあって、作戦開始前は作戦に積極的な言動を見せており、作戦開始数週間前からは地下足袋を履いて毎日山中を歩き回って足慣らしを熱心に行い、連絡にやってくる第15軍の参謀をつかまえては、牟田口の構想通り、「コヒマ確保にとどまらず、アッサム州の首都ディマプルまで一気に突入するのが我が師団の本来の役割だ」と怪気炎を上げ、積極性をアピールしていた。作戦開始3日前の3月12日に佐藤は師団の主要将校を集めて訓示したが、その訓示は「我々がひとたびインドビルマ国境を越えて進撃すれば、インド4億の民衆は、決然として我が方に馳せ参ずる。イギリスの圧政から解放される。これが歴史の必然というものである」「諸君は将校である。そこでわたしはこの際、はっきり諸君に言っておこう。奇蹟が起こらないかぎり諸君の命は、この作戦で捨ててもらうことになろう。敵弾にたおれるばかりでなく、大部分のものはアラカンの山中で、餓死することも覚悟してもらわなければならない」と作戦に前向きとも取れる激烈な訓示をおこなった。それらの訓示のなかでは、後日、独断撤退の原因になる補給の困難にも触れている。
佐藤も補給の困難は十分に認識していながら、結局は精神論で押し切ろうとしていた。さらには、翌日には師団会報で「各自、帯革に自殺縄を縛着しおくものととする」という佐藤の指示が全師団に伝達されたため、歩兵第58連隊を主力とする第31歩兵団の団長宮崎繁三郎少将は、「そのこと（部下に死を覚悟させること）を上級者が要求してはいけない。甘えである。どんなことがあっても、自分の力で、そうさせないように努力するのが軍隊指揮官じゃないのか？」と疑問を抱いている。
作戦が開始されると、宮崎の歩兵第58連隊を主力とする部隊（宮崎支隊）の進撃は凄まじく、イギリス軍の重要拠点サンジャックで、兵力や火力で勝っていた第50インド空挺旅団を撃破して、攻略に成功すると、大量の食糧や武器弾薬を鹵獲し、後方からの補給をあてにせずコヒマに向けて進撃を続けた。宮崎支隊は4月3日にコヒマ手前のマオソンサンに到達し、佐藤は宮崎支隊によるコヒマの単独攻略を許可した。
イギリス軍はコヒマに日本軍が達するのをもっと先と考えており、非戦闘要員を含めた1個旅団弱2,500人の兵力しか置いていなかった。宮崎支隊は4月5日の夜にコヒマ市内に奇襲をかけ、守備隊のイギリス軍は殆ど抵抗することもなく撤退し、その日のうちにコヒマは占領された。宮崎支隊の進軍速度はイギリス第14軍 司令官ウィリアム・スリム中将の想定を遥かに超え「日本軍は想像よりも2週間も早くコヒマに現れた」と驚愕させられており、イギリス軍守備隊は大量の物資を残したまま、コヒマ村落郊外の陣地に退却した。
佐藤からコヒマ攻略の報告を受けた牟田口は、胸に抱き続けてきたインドアッサム州への侵攻のチャンスが来たと考えて、佐藤に対して自分の構想通りに、撤退するイギリス軍を追ってディマプルへの進撃を命じた。しかし、作戦開始前はディマプルへの進撃を高らかに宣言していた佐藤であったが、この牟田口の命令に躊躇している間に、緬甸方面軍司令官河辺正三中将が牟田口に対して、「作戦計画にない」として即座に「追撃中止」の命令を出した。牟田口は河辺の消極的な姿勢に幻滅したが、ディマプルは無防備であることを確信しており、ディマプルの攻略は容易であることと、大量の物資の鹵獲で補給の問題が解決できること、またディマプルを奪取すれば、イギリス軍のみならず、ビルマ戦線における連合軍全体の補給網をズタズタにして、補給を逼迫させることができると、絶対の自信を持って、河辺に再度、佐藤をディマプルに進撃させる許可と、イギリス軍の空からの攻撃に対抗するため、南方軍へ航空戦力の増強を要求するように要請したが、河辺は南方軍司令官寺内寿一元帥に打診することもなく、すぐに拒否電を打電してきた。なおも牟田口は河辺に食い下がり「佐藤がたった1ヶ月ディマプルを抑えるだけで、インパールは熟れた果物のように手中にできる」と強弁したが、河辺は官僚的な硬直した思考で頑なに拒否し続け、牟田口は無念の思いを抱きつつ止む無く佐藤への命令を取り下げた。
この時点で、イギリス軍は第二次アキャブ作戦に多数の兵力を投入しており、ディマプルにはまとまった戦力が配置されておらず、スリムは第31師団がコヒマに固執することなくディマプルに侵攻してくることを恐れていた。ディマプルには鉄道ターミナルもあるなど交通の要衝で、ビルマ戦線の重要補給拠点となっており、ここの陥落はビルマ戦線のイギリス軍全体の補給に大きな影響を及ぼし、レド戦線で戦うジョセフ・スティルウェル中将率いるアメリカ軍とアメリカ軍式装備の中国軍の作戦も困難にする可能性があった。スリムは張り巡らしていた情報網によって日本軍が「4月10日にディマプルを攻撃する」という情報をつかんでおり、「破局だ。そして、いずれの事態も容易に想像できる」とディマプル陥落を覚悟したが、第31師団がコヒマに止まったため胸を撫でおろすこととなった。ディマプルが攻略可能な状況であったのは、最前線で戦っていた宮崎も認識しており、コヒマ攻略時に鹵獲したイギリス軍の車輌から2台を佐藤の師団長車として準備し、ディマプルへの進撃命令を待っていたが、ついに佐藤からの命令は下されず、宮崎は｢佐藤師団長はなぜ動かなかったか｣との疑問を抱き、戦後にこの時を振り返って｢ディマプルへの進撃は、一部をコヒマに残置し、主力は山の斜面を通過すれば、容易に急追できる状態にあった｣とディマプルの攻略は十分可能であったと振り返り、牟田口に対しても「本当に惜しいことをしましたな」と話している。ディマプルの危機は、アキャブ戦線に投入されている部隊から、機械化部隊をディマプルに空輸したことによってようやく解消され、第15軍の勝機は失われた。
スリムは、戦後にその回想記『DEFEAT INTO VICTORY』（敗北から勝利へ）で、コヒマに1個師団もの戦力が侵攻してくることや、これほど進撃速度が速いとは判断していなかったことなどを反省点として挙げながらも、当初の作戦計画に固執し柔軟性を欠いて、スリムが判断する『日本軍最大のチャンス』を活かすことができなかった佐藤のことを酷評している。
佐藤に対しては 第33軍団司令官モンタギュー・ストップフォード中将もまた、｢イギリス空軍が佐藤の本部を爆撃しないように待命させた。それはもし佐藤が殺されて、もっと利巧な者が佐藤の代わりになって来られたら困るからだ｣というスリムと同じようなエピソードを、戦後のイギリス軍ビルマ作戦関係者のディナーパーティーで披露したという。
スリムの評価と同様に、この時点で多くのイギリス軍関係者が第31師団によってディマプルは攻略可能であったと判断していた。ウスターシャー連隊士官としてコヒマの戦いに従軍し、イギリス軍の全面協力と、日本側からも防衛大学校と旧日本軍のビルマ戦関係者から協力を受けて、戦記「コヒマ」を執筆したイギリスの軍事研究家アーサー・スウインソンも、その「コヒマ」で佐藤が牟田口の命令を履行せずディマプルに軍を進めなかったことを下記の様に記述している。
戦後になって牟田口は、この時のイギリス軍の状況を知ると、作戦失敗は佐藤が自分の意図に反してコヒマで立ち止まったからだと主張するようになる。
宮崎支隊の奇襲でコヒマ市街からあっさりと退却したイギリス軍であったが、その対面にある高地に陣地を構築して立て籠った。インパール街道はこの高地群に沿って走っており、これらを攻略しなければインパール＝コヒマ間を完全に遮断したことにはならならず、宮崎は攻略のために攻撃を繰り返し、このあとは2か月にわたって陣地攻防戦が続くことになった。特に激戦となったのが、インド省副長官チャールズ・ポージーのバンガローにあったテニスコートを含む狭い地域で、のちにテニスコートの戦い（日本側呼称：コヒマ三叉路高地の戦い）とも呼ばれることになった。宮崎支隊は、増援として続々と到着する第33軍団(コヒマ方面、軍団長：M.ストップフォード中将）隷下である、ワーテルロー以来の戦歴を誇る英第2師団や第7インド歩兵師団の各部隊と激戦を繰り広げていたが、師団主力を率いる佐藤は部下の損害を嫌って攻撃指示を出すことは控え、コヒマ後方15kmの地点から自身は前進せずにいた。
後方にあって佐藤は、作戦前に約束していた補給を第15軍司令部に要求し続けたが、その約束は守られず、前線には1粒の米も1発の弾丸も届かなかった。約束を守らない第15軍司令部と牟田口に不信感を募らせていた佐藤であったが、その不信感をさらに増大させる出来事が発生した。牟田口は緬甸方面軍に「インパールは4月29日の天長節までには必ず攻略してご覧にいれます」と約束していたが、他の2個師団の進撃も停滞しており、その約束は実現困難な見通しとなった。しかし、約束実現に拘る牟田口は第31師団から宮崎支隊を抽出し、インパール方面の攻勢を強化しようと考え、佐藤に宮崎支隊をインパール方面に転用するよう命じた。コヒマ戦線は宮崎支隊の敢闘によってどうにか支えているに過ぎず、全く戦況を理解しない命令に、佐藤は「師団を徒死させるつもりか」とさらに憤りを募らせることとなった。それでも一旦は、軍命令通り宮崎に転進させる命令を出し、師団主力が宮崎支隊に代わってコヒマに前進して防衛体制に移行することとしたが、これまでの牟田口に対する不信感や第15軍司令部に対する憤りもあって決心がつかず、軍司令部からの督促に対して「明日出発さす」などと回答をはぐらかし、なかなか宮崎支隊へ出発の命令を出さなかった。そしてついに、4月21日には宮崎に転進取り消しの命令を出し、軍司令部には「当師団より兵力を抽出するのは不可能になれり」と打電し、公然と軍命令を拒否した。
一方で牟田口も、佐藤がコヒマにすら入っておらず、師団主力もコヒマの東方にあって戦闘には加わってなかったことから、宮崎支隊の抽出は可能と判断して命令を出したものであったが、佐藤の命令拒否に、やむなく天長節の4月29日に宮崎支隊の転用中止を決定し「天長節までにインパールを」という牟田口の約束は達成不可能となった。ここで牟田口と佐藤は完全に決裂、佐藤は今後、第15軍を相手にせず、第31師団の任務を最低限に止めて出来得る限り消耗を避けることとし、「今後は師団長独自の考えで行動する」と第15軍の命令を将来にわたって無視することを決めた。

### 抗命事件

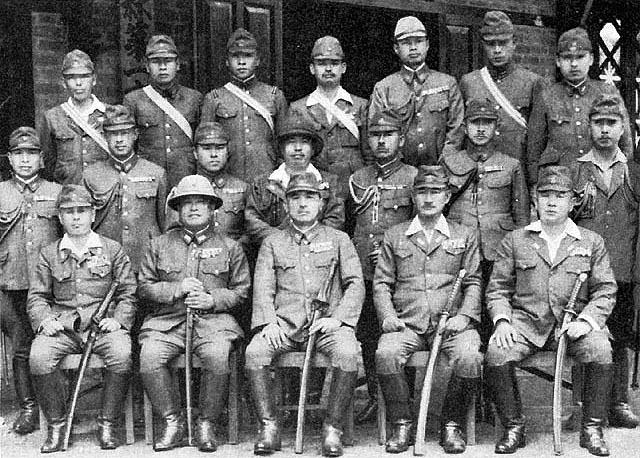
第15軍首脳の集合写真、前列1番右が佐藤、中央が牟田口（1943年5月）

第31師団のなかでも宮崎支隊は敵からの鹵獲や現地人からの食料の調達に成功していたのに対し、佐藤が直卒する主力はそのような機会にもあまり恵まれず、最も食料不足に苦しめられ飢餓が発生しつつあった。佐藤はもはやインパール作戦の失敗は明らかで、早急に作戦を中止すべきと考えており、第15軍に向けて補給要求の電文に加えて作戦中止の進言の電文も送り続けていた。その電文は緬甸方面軍にも送られていたが、次第に文面が激烈な内容となっていき、軍司令部に対する罵詈雑言へとなっていた。河辺は軍の公式報告で牟田口を罵倒する佐藤を問題視して、牟田口に注意喚起をしたこともあった。
佐藤の第15軍司令部への不信は、作戦開始以降、参謀ひとり現地に寄越すこともなく、正確な戦況も把握せずに無理な命令をしてくることにも原因があった。第15軍司令部は作戦が開始されて2か月以上も経過した5月18日になってようやく、補給責任者と情報参謀を佐藤の元に送ったが、佐藤は両名を見るや「敵は英軍にあらず、貴様たち第15軍だ!」と怒鳴りつけ、第15軍が補給の約束を全く守らないことを詰問した。しかし、具体的な補給の約束もなく幻滅した佐藤は大日本帝国陸軍始まって以来の師団長独断での撤退を決意し、第15軍司令部に独断撤退を匂わすような電文を打たせた。この後、佐藤と牟田口の間で電文が応酬されることとなる。
佐藤の怒りは電文のやり取りをしている間に高まり続け「我が師団の上には、馬鹿の三段構えがある。第15軍と、方面軍と、南方軍がそれだ。馬鹿を相手にボンヤリ待っていたら全員総死骸だ。直ぐに電報を大本営に直電せよ。場合によっては、俺が退却を独断専行する」と決意を新たにし、牟田口の電文に対しては「軍司令官の電報はまったく実現性なく、電文非礼なり。威嚇により翻意をせまるものなり」と吐き捨て、両者の決裂は決定的となった。
そして、佐藤は「善戦敢闘六十日におよび人間に許されたる最大の忍耐を経てしかも刀折れ矢尽きたり。いずれの日にか再び来たって英霊に詫びん。これを見て泣かざるものは人にあらず」（原文は漢字・カタカナ）と打電すると、6月1日に兵力を補給集積地とされたウクルルに向けて退却を開始させた。この際に緬甸方面軍宛にも
- 「でたらめなる命令を与え、兵団がその実行を躊躇したりとて、軍規を楯にこれを責むるがごときは、部下に対して不可能なることを強制せんとする暴虐にすぎず」
- 「作戦において、各上司の統帥が、あたかも鬼畜のごときものなりと思う……各上司の猛省を促さんとする決意なり」
- 「久野村参謀長以下幕僚の能力は、正に士官候補生以下なり。しかも第一線の状況に無知なり」
- 「司令部の最高首脳者の心理状態については、すみやかに医学的断定をくだすべき時機なりと思考す」

などの激しい司令部批判の電報を送った。
これは陸軍刑法第42条（抗命罪）に該当し、師団長と言う陸軍の要職にある者が上官の命令に従わなかった日本陸軍初の抗命事件なるところであったが、牟田口は抗命事件としては軍の統率が乱れるものと考えたのと、このまま第31師団が単独で撤退すれば、インパール戦線が崩壊して他の2個師団も窮地に陥ることから、現実的判断で佐藤を懐柔することとし、6月2日に佐藤に対して「宮崎支隊（歩兵4個大隊、砲兵1個大隊基幹）を第15軍直轄とし、「アラズラ」及び「ソジヘマ」で敵軍を阻止する」と、まずはコヒマで孤軍奮闘している宮崎支隊に、佐藤が掌握している第31師団主力から援軍を派遣して戦線を維持することと、その上で「その間に師団主力は「ウクルル」まで撤退し補給を受ける」「補給を受けたら第15師団と連携してインパール攻撃の準備を行う」とする、撤退を追認する電文を送信した。牟田口が佐藤の撤退を追認する命令を送った意図として、上記の通り戦線崩壊の阻止に加えて、牟田口自身も盧溝橋事件の際に独断で中国軍を攻撃したが、そのときの上官であった河辺がその独断を許して、河辺の命令で攻撃したように取り繕ってくれたことを思い出し、自分も「このさい佐藤を救う意味で」撤退命令を出したと述べている。
なお、後年になって佐藤はこの独断撤退が抗命事件の中心であったと語るようになり、一般的にもその認識で定着しているが、作戦当時の佐藤本人の認識では異なっており、佐藤が師団長更迭直後に記述した告発書「林集団首脳部に於て烈兵団長佐藤中将抗命せり等と策謀せし事件の真相並に之に対する観察」では、独断撤退については問題視しておらず、撤退中に受領した第15軍からの命令を履行しなかったことで抗命の濡れ衣を着せられたと憤慨している。
（詳細は#精神鑑定で後述）
牟田口の命令を受け取った佐藤は、宮崎支隊を残置することに対して抵抗を覚えたが、撤退する第31師団主力の後方を守る必要もあることから、宮崎支隊の残置を決めた。しかし、牟田口の増援派遣命令は無視し、激戦により消耗しきった宮崎支隊の実質1個大隊約750人をそのまま残すこととし、牟田口が他の2個師団が戦線崩壊により危機に陥らないように命じた「アラズラ」及び「ソジヘマ」の防衛命令は無視し、コヒマとインパール間の幹線道路で地域持久を行って師団主力の撤退を援護をするよう宮崎に命じた。佐藤は常々部下将兵に、日本軍の伝統を否定するような「死ぬばかりが御奉公じゃない」と安易な玉砕をしないよう徹底しており、信頼を勝ち取っていたが、2個師団20,000人以上のイギリス軍を相手に750人程度の宮崎支隊では、佐藤が禁じていたはずの「玉砕」を命じるのに等しく、その真意は理解しがたいものがあり、「どうせ駄目なら、犠牲を最小限にしようとした」や「困難な仕事を宮崎に押し付けておいて、自分は安全な道をさがった」などと批判されることになった。
さらに、第31師団の撤退によって、インパール街道沿いで苦闘を続けていた第15師団歩兵第60連隊（連隊長松村弘大佐）も危機に陥った。佐藤は他の師団に知らせることなく独断撤退したので、松村は6月18日になってようやく、宮崎支隊の西田将大尉から第31師団主力の独断撤退を聞かされ、連隊が危機的状況に陥っていることを認識し、「師団長の独断で、作戦を中止して転進を開始したことは、あまりにも独断の範囲を越した無謀な行動だ」と佐藤を批判している。なお、第60連隊は、第31師団の独断撤退によって、インパール方面とコヒマ方面からのイギリス軍に挟撃されることとなり、インパール作戦での戦死者はほぼ連隊の定数にあたる3,000余人という大損害を被った。なかには第2機関銃中隊のように130人の定数のなかで生還できたのはわずか2人だけという部隊もあって、連隊長の松村以下の第60連隊の僅かな生存者は、他の師団を顧みない佐藤の独断撤退に対して批判的であった。
佐藤は宮崎支隊を残置してコヒマから撤退開始したあとは無線封鎖しており、牟田口は命令を伝えるため参謀長の久野村を向かわせていた。第31師団はコヒマを出発したのち、6月20日に補給基地であったウクルルまで退却したが、そこにも食糧は全くなかった。ウクルルでの補給を約束していた第15軍であったが、補給基地のフミネからウクルルまでの道路は元々車は通行できなかったうえに、このとき既にビルマは雨季に入っており、人力に頼った輸送は全く捗らず、それでも僅かに輸送した物資はすべて第15師団の兵士が持ち去っていた。佐藤はこの報告を聞いて、さらにフミネまでの撤退を決意した。そのとき久野村がウクルル近辺のロンシャン南方で野営していた第31師団司令部に到着し、佐藤と面会した。久野村は「フミネに900人の兵士を派遣して補給物資を受け取る」「宮崎支隊に増援を送る」「師団長は残余の部隊を率いサンジャック方面から第15師団と連携してインパールを攻撃する」という命令書を佐藤に手交しようとしたが、佐藤は久野村を顔を見るや「米と弾丸は何処にあるか。お前たちは兵隊の骨までしゃぶる気か、俺は米のある處まで下がる」と一喝した。久野村は佐藤が軍命令を守る気はあるのか？とたずねたが、佐藤は軍命令を実行しないわけではないが、まずは兵を食わせてからだと譲らず、久野村は第31師団のフミネまでの撤退を黙認させられた。なお、この第15軍からの命令を受領したことで、後に佐藤が命令不履行の罪に問われることとなる。久野村は佐藤と会って「第31師団はもう駄目だ。軍紀が破壊されている」という感想を抱き、事態収拾のために第15軍司令部への帰路を急いだ。
撤退中も第31師団には病気や飢餓で倒れる将兵が続出したが、佐藤は道端で座り込んでいる兵士を見ると、近くに寄ってきて必ず声をかけ「ご苦労、もう少しだ、元気出せ」と励まし、遺体に対しては「もう少し山の中に引き入れてやれ」などと言って、ひとつひとつ英霊を丁重に弔い、その様子を見た将兵たちは佐藤への信頼を厚くしていった。6月23日に第31師団はフミネに到着し、そこで18トンの食糧の補給を受けた。しかしこれでは師団の数日分に過ぎず、佐藤は師団にフミネ周辺での食料調達を命じて、次期の作戦準備を行っていたが、7月9日になって佐藤は「第31師団長を免じ、本日付けをもって、緬甸方面軍司令部付きを命ず」という辞令を受け取った。佐藤は既に更迭を覚悟しており、最後に牟田口と面談して一戦交えるつもりで7月12日にタンタン部落の第15軍司令部を訪れた。しかし、第15軍の参謀は、両者が会えば刃傷沙汰になると危惧しており、久野村が佐藤の来訪を待ち受けていた牟田口を説き伏せて前線視察に出し、自分も病気療養中と偽ることとして、第15軍高級参謀の木下秀明大佐に佐藤と面会させた。佐藤は軍司令官も参謀長も顔を出さず、一介の参謀が応対に出てきたことに激怒して一喝したが、すべてを察して佐藤の剣幕に戸惑っている木下に対して、牟田口の非を指摘した後、第31師団撤退に対する手配などを要求し第15軍司令部を後にした。
佐藤の独断撤退は結果的に多くの第31師団将兵の命を救ったものの、軍紀を乱して独断専行したつけも大きく、師団の士気と統制は崩壊状態にあった。佐藤が去った後の第31師団に後任の師団長として河田槌太郎中将が任じられたが、河田は師団に着任するや、その組織崩壊ぶりも危機感を感じ、師団長自らが陣頭に立って、将校や兵卒を区別することなく、大声を上げて叱咤激励して組織の立て直しに尽力した。その河田の一念が通じ、第31師団は次第に師団としての統制を回復すると、その後も撤退を続けて、9月9日にピンレブでまとまった補給を受け一息つくことができた。6月1日の佐藤による独断撤退で始まった第31師団将兵の凄惨な撤退は100日間で600kmにも達し、5,500人の将兵が無事に生還したが、この人数は第15軍の師団の中で一番多い人数となった。

### 精神鑑定
緬甸方面軍司令部付となってラングーンまで下がってきた佐藤を待ち受けていたのは、命令不履行の罪を犯したという批判であった。佐藤が第15軍参謀長久野村から命令書を受領した後の6月26日、緬甸方面軍司令部から第15軍司令部に対して「インパール街道の遮断を継続」という命令が打電され、翌27日には佐藤の手元にも届いていたが、インパール街道に置いてきた宮崎支隊とは連絡が取れておらず、状況がどうなっているかは全く判っていなかったので、佐藤はこの命令を黙殺した。なお、宮崎支隊は750人の兵力を400人まで減らしながらも、20,000人以上のイギリス軍を約3週間も足止めするという離れ業を演じていたが、6月21日に突破されてインパール街道の打通を許していた。そこで第15軍司令部は、インパール街道打通を許したのは「宮崎支隊への増援」などの命令書を佐藤に渡していたのにもかかわらず、それを履行しなかった佐藤の命令不履行による抗命が原因であったと緬甸方面軍司令部に報告した。
佐藤は、ロンシャン南方で面会したときに久野村らは第31師団の状況は分かっていたはずで、これは第15軍司令部による責任転嫁であると激しく反発し、軍法会議にて全てを明らかにしようと考え、「林集団（第15軍）首脳部に於て烈兵団長佐藤中将抗命せり等と策謀せし事件の真相並に之に対する観察」という告発書を纏めるなど、その準備を進めていた。一方で牟田口も「情状酌量の余地なし、軍律に照らし厳重に処断せよ」と軍法会議による正当な処罰を要求していたが、緬甸方面軍は佐藤を精神病として扱う方針を決めていた。そのときの緬甸方面軍の方針について方面軍作戦参謀不破博中佐は「軍法会議にできないことはないが、そんなことにかかずらう時間など、当時まったくなかった。とにかく、早くどこかに行ってほしい、そんな気持ちであった」と述べている。また、河辺が、撤退理由をはじめとするインパール作戦失敗の要因が明らかにされると、その責任追及が第15軍、ビルマ方面軍などの上部組織や軍中枢に及ぶためそれを回避しようとしたとか、親補職の師団長を軍法会議にかけるには、昭和天皇の親裁を要することから、不祥事が重大化することを避けて、組織防衛のため軍法会議を開かなかったという指摘もある。
7月23日に佐藤は緬甸方面軍司令部に出頭し河辺と面談した。佐藤は河辺に対して牟田口への批判をまくしたてたが、河辺はそれを聞き流すと、佐藤に対し「とにかく軍医の診断をうけられたい」と伝え、精神病専門の医師団での診察を命じられた。佐藤はかつて、牟田口に対して「心理状態については、すみやかに医学的断定をくだすべき時機なりと思考す」などと精神鑑定を求めていたが、ここで初めて、自分の方が精神病扱いされていることを知って愕然とし「俺は精神健在、正気で信念を持って違命退却を断行したもので、軍法会議にかけられることは覚悟の前、否、却って望むところであり、その会議において第15軍の作戦命令を糾弾し、大局の上から白黒を明らかにする」と熱弁してやまなかった。
そこで、佐藤は精神鑑定を受けることとなったが、鑑定の実際は次のような内容であった。以下、精神鑑定については山下實六の手になる『九州神経精神医学』の記事を元に述べる。
この鑑定について当時首相・陸相に加え陸軍参謀総長を兼職していた東条英機は、「その件は一切南方総軍に任せる。内地は関与しない」との電報を送った。精神鑑定を実施したのはマニラに開設されていた陸軍病院第一分院から派遣された2名の精神科の軍医、山下實六軍医大尉と南方総軍軍医部高級部員の宮本軍医中佐であった。この内山下はガダルカナル島の戦いに参加したある兵団長の精神鑑定を実施した経験があった。2名はラングーンへ移動し、鑑定作業は7月22日、ラングーンへの佐藤の到着後、24日より下記3つの観点より実施されている。
1. 身体的検査：マラリア等疫病による心身喪失の可能性を検査[82]
2. 現在の精神状態[83]：佐藤との面談による。
3. 事件当時における精神状態：戦闘及び撤退中に躁状態であったかが問題とされた。佐藤と副官の世古中尉との面談の他、当時の15軍司令部への電報の写しを参照して実施された。

鑑定書の写しはその後空襲で焼失したが、その内容は概略次のようであったという。
精神病ではないと言う診断について山下は「我等の鑑定の結果は林軍（第15軍）司令部の期待に添えなかった」と述べている。マニラに戻って梛野軍医長に事実を報告したが、軍医長もよく理解した。佐藤自身は精神病ではないと言うことで、後は法務部の作業となったと言う。この後については、緬甸方面軍坂口法務部長や陸軍省の法務局担当者が佐藤からの事情聴取を行ったが、軍法会議は開かれることなく不起訴になったとされる。
しかし、第31師団工兵第31連隊中隊長村田平次中尉によれば、軍法会議で佐藤は審理されたと自分で述べていたと言う。村田は連隊長の鈴木孝中佐がかつて佐藤の部隊に所属して懇意にしていたことから、自分も佐藤と親しくしていたと述べており、佐藤が師団長を更迭された後の1944年10月にマンダレーで佐藤と村田は再会しているが、その際、感激のあまり泣きじゃくる村田に対し佐藤は「よく生きて帰ったな。よかった、よかった。苦労かけたな」と労をねぎらったあとに、「軍は俺を軍法会議にかけよったが、俺は2日間にわたってとうとうと自己弁護をやったよ。畏くも陛下の赤子を、一司令官のわがままにより犬死させてなるものか」と自分が軍法会議にかけられたと述べて、「軍法会議の判決は無罪となったよ」と淡々と判決の話までしたという。村田は「こんな立派な将軍を、どうして軍法会議にかけねばならなかったのか」と憤りを覚えていたので、「無罪になった」との佐藤の言葉は殊更強く印象に残ったとしている。また、インパール作戦当時 第28軍参謀長であった岩畔豪雄も、「佐藤さんは抗命して頑張るというものだからとうとう軍法会議にかけられて」という状況をどうなるかと興味を持ってみていたが、最終的に「（軍を）やめることになった」ということで落ち着いたと述べている。
不起訴となったためか、軍法会議の判決によるものかは定かではないが、佐藤は11月24日付で一旦予備役に編入され、即日再召集されると第16軍司令部附ジャワ義勇軍の軍事顧問としてジャカルタに赴任した。その後、1945年5月に本土決戦準備のため東北軍管区司令部附を命じられて日本への帰国を果たした。日本に帰るときには諦めからかすっかりと落ち着いており、従兵として長らく世話をしていた兵長から「閣下、内地に帰られたら何をされますか」と質問されると、達筆であった佐藤は「そうだな、書道の先生でもやるか」と言い残して日本に帰国した。

### 戦後
戦後、佐藤は故郷の山形県東田川郡に帰って、遺族の弔訪をして歩いたが、まもなく上京して東京都世田谷区二子玉川で借家住まいを始めた。佐藤には、旧軍人から「インパール作戦の失敗は戦意の低い佐藤ら三人の師団長が共謀して招いたもの」との批判が寄せられており（いわゆる「統制前進論」）、晩年の佐藤を知る乗慶寺（山形県庄内町）の住職だった阿部博邦も、「独断撤退した不名誉な軍人」と言う目で見られていた旨を語っている。また、阿部は「将軍は一切弁明しませんでした。戦死者の家に出向いては黙って焼香していた後ろ姿が目に焼きついてます」とも語っている。これを裏付ける扱い振りとして毎日新聞は山形県内の著名人を網羅した『山形県大百科事典』にもその名前が出てこないことを例示している。
遺族には言い訳をしなかった佐藤であったが、旧軍人らから自分に寄せられる批判に対しては、将兵の生命を救うために尽力し、また自身の判断は間違ってなかったとして、自己の処置の正しさを主張し続けており、1949年には作家山岡荘八を訪ねて自身の判断の正当性を主張し、佐藤に賛同した山岡は取材を重ねて雑誌『文芸大衆』に佐藤を題材とした小説「アラカン山脈の鬼」を発表している。しかし山岡は、この後に文学界の師匠の長谷川伸から、一方的な意見で牟田口を批判することについて苦言を呈されたこともあり、自らインパール作戦を深く調査して、雑誌『丸』1964年12月1日号では牟田口と対談し「インパールについては私も最初のころの見方と今では全く違う」と考えが変わったことを述べ、牟田口と佐藤両者それぞれの立場の苦しさがあったと認識を改めている。
佐藤の精神状態に対して「発狂」と書名に明記した出版事例がある。1953年に文藝春秋社より出版された秋山修道『「烈」師団長発狂す』と、1966年に出版された戦記作家高木俊朗のノンフィクション小説『抗命―インパール作戦 烈師団長発狂す』である。高木の著書が1976年にタイトルを変更せず（副題の「烈師団長発狂す」は削除）文庫化された事を機会に、これら2冊の佐藤の精神状態に関する内容は事実ではないことが鑑定に当たった精神科医、山下により名指しで指摘されている。実際の鑑定結果により正常と診断したことを以って山下は「佐藤中将の人権を守ってあげたことになった」と述べている。しかし、高木の小説は商業的にはロングセラーとなり、結果的に、佐藤は抗命罪覚悟で部下将兵を救うために独断撤退したことが世間に知れ渡った。なお、山下が佐藤と接したのはこの時の数日に過ぎないが、戦後の回顧では理知的な印象や将軍らしい威風について縷々述れており、「寧ろ今考えてみると佐藤中将は現代的な感覚の持ち主だった」と書いている。
佐藤は経済的には困窮した生活を送り、昭和34年2月26日に肝硬変で病死した。佐藤は死の直前まで日本軍上層部を批判し続けたが、特に牟田口と第15軍司令部には厳しく、その手記には「まさに複雑怪奇、奇想天外の陰謀」などと書き残し、あらゆる媒体を通じて激しい言葉で牟田口を批判した。批判の中には、第15軍幕僚がインパール作戦中に後方のシュウェボに慰安所を設置し、幕僚ひとりひとりに特定の女性があてがわれており、作戦中もせっせと送金していたなどと、真偽不明の中傷も含まれていたが、戦記作家高木が、敢えてファクトチェックを行うこともせず、ノンフィクション小説『抗命―インパール作戦 烈師団長発狂す』に記述したため、牟田口ら第15軍司令部の腐敗として世に広まることとなった。
一方で、批判された方の牟田口は佐藤の存命中は表立って反論することはなく、佐藤の葬式にも参列して、家族に「私が悪かった、すまないことをした」と土下座して詫びている。しかし、1962年（昭和37年）になって、インパール作戦当時のイギリス軍第4軍団の参謀アーサー・バーカー中佐（最終軍歴は大佐）から牟田口の元に国際郵便が届いた。そのなかには「貴殿の優秀な統率のもとに、日本軍のインド攻略作戦は90％成功しました」「もし佐藤中将がコヒマに牽制部隊を残して、そのままディマプル方面に主力を進めれば、彼はストップフォード中将率いるイギリス軍第33軍団が防御しうる前に、アッサム州に進攻することができたでしょう」と記述してあり、牟田口はこの手紙で作戦当時のイギリス軍作戦司令部の参謀からイギリス軍の状況を知らされると、これまでの神妙な態度に変化が見られた。それでも当初は、「佐藤中将が故人となった今日、彼を責めるのは情においてしのびない」と遠慮していたが、牟田口の後任の第18師団長であった田中新一からから「お気持ちはわかりますが、真相を伝える戦史を誤ることは徳義に反するから、事実を枉げることなく真相をありのまま書かれた方がよろしいと思います」と説得されると、態度を一変させて、自己正当化とそれに伴う佐藤への批判を開始した。
牟田口の主張は「自分は第31師団がコヒマ占領後に敗敵を急追してディマプルに突進すべき命令を与えたが、佐藤師団長は動かず、河辺軍司令官もその進撃を認めなかった」「私は間違っていなかったのだ。何も恥じることはなかったのだ。私が決心した通りにやっていたら勝てたのだ。宮崎中将がコヒマ高地を占領したのはいわば鵯越と同じで、不意打ちがうまくいった」「イギリス軍が狼狽しておったとき、さらに進撃すればディマプルまで行けた」というものであり、自分に小兵力だけ残して独断撤退した佐藤に批判的であった宮崎も、自分もディマプル攻略のチャンスがあったときに、佐藤が進撃を許さなかったことに対して長らく疑問に感じており、牟田口の進撃命令は正しかったと話していた。そういう動きに対して、牟田口から土下座された佐藤の家族は、一変した牟田口の態度に対して「死人に口なし」なのかと歯がゆい思いをしたという。
佐藤は戦後になって、独断撤退したときの心境を「これ以上、可愛い部下を殺したくない。たとえ玉砕したところで、それは犬死以上の何ものでもない。陛下にたいしては自分が腹かっさばいて申し訳する」であったと述べている。佐藤の独断撤退によって命を救われた部下は、多くが四国出身者であった。そのため佐藤に感謝する元兵士らの戦友会によって香川県高松市に佐藤を悼む碑が建立された。また前述の乗慶寺にも同様の碑がある。乗慶寺の方の顕彰碑は「佐藤幸徳将軍追慕之墓」と銘打たれ、次のような碑文が刻まれている。
牟田口ら上官には激しい反抗をした佐藤であったが、部下兵士には思いやりをもって接しており、日本内地での勤務のときは毎日の様に自宅に兵士を招待して可愛がっていた。そのことを知っていた佐藤の長男は「その部下思いがコヒマ撤退を決意させたのでしょう」と述べている。そして、佐藤は自分の子供にも優しく、長男は「自分たち子供は物心ついてから叱られた記憶が一切ない」と振り返っている。
防衛研究所図書館は「第73回 [史料公開ニュース]」(2006年6月)にてインパール作戦関連の資料公開を行った。佐藤による戦況報告のほか、師団参謀・山本少佐により終戦後作成された資料、作戦に参加した他の2個師団の戦闘状況と合わせての公開であった。
2009年には英BBCのジャーナリスト、ファーガル・キーンが来日し、佐藤に関する取材を行った。翌年、日本とイギリスの戦争に関する本を出版した。
本家は佐藤成彦が継いでいる。抗命の件について「戦時下と言う時代を考えれば、自らの信念で行動したこと自体すごいことだと思います。今だって簡単なようで難しい…」と取材に答えている。
佐藤の墓は乗慶寺（庄内町）にあり、庄内町では日英の和解を目指す「英国と日本の国際理解と交流を促進する会」が活動している。会の取り組みが縁となり2017年、インパール作戦の戦場となったインドのマニプール州とナガランド州の青年が、日印友好を願う油絵を乗慶寺に贈り、佐藤の墓前に供えられた。
1983年（昭和58年）に、ビルマで戦った日本とイギリス軍の元兵士を中心に、日本とイギリスの相互の理解と和解を進めるべく「ビルマ作戦有志の会」が発足し、互いの国での慰霊祭への相互参列や、ビルマやインドの古戦場を訪問している。その後に「ビルマ作戦協会」と改称して今日に至っているが、2023年（令和5年）時点での会長は、インパール作戦中に第31師団に所属し、佐藤の独断撤退によって生還した元陸軍士官が父親であるマクドナルド昭子であり、2023年にはマクドナルド昭子会長と日本イギリス両国の計らいで、第58連隊の生存者佐藤哲雄とイギリス軍でインパール作戦に従軍したリチャード・デイが乗慶寺で佐藤のために焼香し、佐藤の墓前で握手を交わしている。その場には佐藤の孫佐藤茂彦も同席し、草の根から日本とイギリスの友好を深め、マクドナルド昭子会長とデイの訪日に同行していたイギリス陸軍ポール・コーデン中佐は、日本とイギリスの連帯が必要であると強調した。

## 批判的な意見
- 第15軍高級参謀の木下秀明大佐は、退却して来た第31師団参謀長加藤国治大佐と面会した時の状況を回想録で次のように記している。「その晩、佐藤師団長罷免の軍命があったので朝これを加藤参謀長に告げたところ、加藤大佐は、今は上官ではないから事の真相を話そうといって、師団長の態度及び処置について一切を詳しく私に打ち明けて、統帥上、軍紀上、軍律上の痛憤止まる所を知らないと、真に憤慨した。」[110]。戦後になって加藤は、佐藤が師団長として牟田口から無理な命令を押し付けられていたことに同情しつつも「軍が実情を無視した要求をしても、師団はその実情を軍に説明して善後策を提示すべきであり、インパール作戦を瓦解せるところまで突っ走るのは無謀と言いざるを得ない」と批判し、さらに疑心暗鬼に陥って「参謀長の加藤まで自分の考えを理解しない、この上は自分の信念を貫くのみである」と参謀長の自分にも一方的に不信感を募らせて、一言の相談もなく独断で撤退を決めてしまったと述べている[111]。
- 第33軍参謀野口省己少佐は、同じ緬甸方面軍隷下の第15軍で繰り広げられていた牟田口と佐藤の対立を批判的な目で見ており、「君、君たらずんば臣、臣たらず」と佐藤が考えて、無理な命令には服従しなくともよいと判断したのかもしれないが、上級司令部が無能だからとか、無茶な命令だからと言って、その指揮下の部隊が勝手に行動するのは許されることではない。軍隊成立の命脈である軍紀を破壊した罪は大きく、宮崎に代わって佐藤自らが残置部隊を指揮して、後退する部下将兵の人柱になるべきではなかったのか？と激しく批判している。一方で牟田口ら第15軍司令部に対しても、電報合戦など続けるぐらいであれば、もっと早く師団参謀を佐藤の元に行かせて、誠意を尽くして軍の窮状を説明すれば、佐藤は直情径行な性格であるので、これまでの不信やわだかまりも緩和されて、もっと円満に解決できたはずと批判している[112]。
- 土門周平によるとインパール作戦時には、上司の牟田口中将とだけでなく、部下の第31歩兵団長である宮崎繁三郎少将とも折り合いが良くなかった。宮崎は、食糧が十分でない前線部隊にまで佐藤が慰安所を設けようとしたことや、宴席で率先して猥談をしたこと、公然とインパール作戦の失敗を予言していたこと、テント暮らしの兵士を尻目に数寄屋造の豪華な師団長宿舎を造らせていたことなどを不快に感じていた。
- 師団主力撤退支援のため、現有戦力で追撃してくるイギリス軍の足止めを命じられた宮崎であったが、「折角手に入れたコヒマを手離した真相は自分にはわからない」と独断撤退には否定的であった[61]。釈然としない宮崎に対して、佐藤は師団主力を率いて撤退する直前に「死ぬなよ」とたった一言だけ電話で伝えてきたという[101]。宮崎は佐藤からの実質的な玉砕命令を受けても、「いよいよ最期のときがきた、あとはただ戦って死ぬのみだ」と受け入れて[113]、部下将兵に対しては「抗戦の世界記録を作ろう」と言って士気を鼓舞した[114]。宮崎は2日あれば踏破してしまうコヒマとインパール間で、ありとあらゆる奇術を尽くし3週間近くもイギリス軍の足止めに成功しているが[75]、残された750人のうち400人しか生還できなかった[115]。この時のわだかまりもあって、宮崎は佐藤には批判的であり、逆に牟田口に対しては「軍司令官は佐藤師団長のいわれるように、血も涙もない人ではない。やはり情もある将軍だよ」と部下に話していたように好意的で[116]、両者の晩年まで交流があった[117]。
- バレーボール日本女子代表監督として1964年東京オリンピックで金メダルに輝いた大松博文は、インパール作戦に第31師団輜重隊士官として従軍しているが、独断撤退時の状況について「はじめ軍律は保たれていたが、浮足立ってくると、一切の統制が乱れてきた。士官、下士官、兵の相互に信頼しあっていたのがいちど騙されると・・・醜い牟田口・佐藤間の争いが伝わってきた」と過酷な状況下で、上官であった牟田口と佐藤両名の争いを批判的な目で見ていたと振り返っている[118]。大松はこのときの過酷な経験によって「いかなる肉体的困難も、精神力によって克服できるという信念、それはこの戦争体験なくしては考えられません」という考えに至り、バレーボール日本女子代表選手を猛練習で鍛え上げて見事に栄冠をつかんでいる[119]。

## 軍歴
- 1913年（大正2年）5月 陸軍士官学校卒業（25期）
  - 12月 歩兵少尉・歩兵第32連隊附
- 1917年（大正6年）8月 歩兵中尉
- 1921年（大正10年）11月 陸軍大学校を卒業（33期）
- 1922年（大正11年）6月 出征
  - 8月 歩兵大尉・歩兵第32連隊中隊長
- 1923年（大正12年）11月 参謀本部附
- 1924年（大正13年）8月 第7師団参謀
- 1927年（昭和2年）7月 熊本陸軍教導学校中隊長
- 1928年（昭和3年）8月 歩兵少佐
- 1929年（昭和4年）3月 技術本部附
- 1930年（昭和5年）3月 参謀本部部員
- 1931年（昭和6年）11月 歩兵第18連隊大隊長
- 1932年（昭和7年）12月 歩兵中佐・歩兵第11連隊附
- 1934年（昭和9年）8月 第6師団参謀
- 1937年（昭和12年）8月 歩兵大佐
  - 10月 第19師団歩兵第75連隊長 張鼓峰事件
- 1938年（昭和13年）12月 第8国境守備隊第2地区隊長
- 1939年（昭和14年）8月 少将・第23歩兵団長
- 1941年（昭和16年）3月 第54師団司令部附
  - 8月 第54師団兵務部長
  - 10月 第67独立歩兵団長
- 1942年（昭和17年）12月 中将
- 1943年（昭和18年）3月 第31師団長 （第15軍隷下）インパール作戦
- 1944年（昭和19年）7月 緬甸方面軍司令部附
  - 11月 予備役・召集・第16軍司令部附
- 1945年（昭和20年）5月 東北軍管区司令部附
  - 10月 召集解除
- 1947年（昭和22年）11月28日、公職追放仮指定を受けた[120]。

## 栄典
位階
- 1914年（大正3年）3月20日 - 正八位[121]
- 1917年（大正6年）10月1日 - 従七位[122]
- 1922年（大正11年）9月11日 - 正七位[123]
- 1927年（昭和2年）10月1日 - 従六位[124]
- 1932年（昭和7年）10月15日 - 正六位[125]
- 1937年（昭和12年）9月1日 - 従五位[126]
- 1939年（昭和14年）8月15日 - 正五位[127]

勲章等
- 1924年（大正13年）7月26日 - 勲六等瑞宝章[128]
- 1930年（昭和5年）7月8日 - 勲五等瑞宝章[129]
- 1940年（昭和15年）8月15日 - 紀元二千六百年祝典記念章[130]
- 1944年（昭和19年）2月16日 - 勲一等瑞宝章[131]

外国勲章佩用允許
- 1941年（昭和16年）12月9日 -  満洲帝国：建国神廟創建記念章[132]

## 主要著述物
- 「インパール」作戦における烈兵団作戦概要 昭19.03.15～19.06.22 - ウェイバックマシン（2013年1月19日アーカイブ分） 『第73回 [史料公開ニュース]』(2006年6月) 防衛研究所図書館
  - 第31師団長を罷免され、ラングーンのビルマ方面司令部に赴く途中、戦況報告のために作成した一次資料。

## 関連書籍

### 小説
いずれも佐藤について触れられている。
- 高木俊朗 『抗命』 文藝春秋。
- 山岡荘八 『小説 太平洋戦争』 講談社。